# FCGR2B
FCGR2B (англ. Fc fragment of IgG receptor IIb) – білок, який кодується однойменним геном, розташованим у людей на короткому плечі 1-ї хромосоми. Довжина поліпептидного ланцюга білка становить 310 амінокислот, а молекулярна маса — 34 044.
| 10         |  | 20         |  | 30         |  | 40         |  | 50         |
| ---------- |  | ---------- |  | ---------- |  | ---------- |  | ---------- |
| MGILSFLPVL |  | ATESDWADCK |  | SPQPWGHMLL |  | WTAVLFLAPV |  | AGTPAAPPKA |
| VLKLEPQWIN |  | VLQEDSVTLT |  | CRGTHSPESD |  | SIQWFHNGNL |  | IPTHTQPSYR |
| FKANNNDSGE |  | YTCQTGQTSL |  | SDPVHLTVLS |  | EWLVLQTPHL |  | EFQEGETIVL |
| RCHSWKDKPL |  | VKVTFFQNGK |  | SKKFSRSDPN |  | FSIPQANHSH |  | SGDYHCTGNI |
| GYTLYSSKPV |  | TITVQAPSSS |  | PMGIIVAVVT |  | GIAVAAIVAA |  | VVALIYCRKK |
| RISALPGYPE |  | CREMGETLPE |  | KPANPTNPDE |  | ADKVGAENTI |  | TYSLLMHPDA |
| LEEPDDQNRI |  |            |  |            |  |            |  |            |

A: Аланін

C: Цистеїн

D: Аспарагінова кислота

E: Глутамінова кислота

F: Фенілаланін

G: Гліцин

H: Гістидин

I: Ізолейцин

K: Лізин

L: Лейцин

M: Метіонін

N: Аспарагін

P: Пролін

Q: Глутамін

R: Аргінін

S: Серин

T: Треонін

V: Валін

W: Триптофан

Кодований геном білок за функціями належить до рецепторів, фосфопротеїнів. 
Задіяний у таких біологічних процесах, як взаємодія хазяїн-вірус, альтернативний сплайсинг. 
Локалізований у клітинній мембрані, мембрані.